# Peter Cameron
 (janvier 2024).
Si vous disposez d'ouvrages ou d'articles de référence ou si vous connaissez des sites web de qualité traitant du thème abordé ici, merci de compléter l'article en donnant les références utiles à sa vérifiabilité et en les liant à la section « Notes et références ».
Pour les articles homonymes, voir Peter Cameron (homonymie) et Cameron.
Peter Cameron, né le 29 novembre 1959 à Pompton Plains, dans le New Jersey, est un écrivain américain qui vit à New York. Il est connu pour ses romans Week-end (1995), Andorra (1997) et Là-bas (The City of Your Final Destination, 2002).

## Biographie
Peter Cameron grandit dans le New Jersey et à Londres. Il découvre l'écriture de récits, poèmes et pièces à l'école américaine de Londres. Il est diplômé en littérature anglaise du Hamilton College dans l'État de New York.
Il vend sa première nouvelle au magazine The New Yorker en 1983 où il en publiera dix autres. Ces premiers succès lui permettent de publier en 1986 One Way or Another, son premier recueil de nouvelles, chez Harper & Row. 
En 1988, Peter Cameron est engagé par Adam Moss pour écrire un feuilleton dans le nouveau magazine 7 Days. Ces chapitres publiés chaque semaine deviendront Année bissextile (Leap Year, 1988), un roman humoristique sur la vie amoureuse à New York à la fin des années 1980. 
À partir de 1990, il délaisse la nouvelle pour se consacrer entièrement à l'écriture de romans. Son deuxième, Week-end, paraît en 1994 chez un nouvel éditeur, Farrar, Straus and Giroux, qui publie également Andorra en 1997. En 2002, il signe Là-bas (The City of Your Final Destination), un best-seller traduit en douze langues et qui est adapté en 2009 au cinéma par James Ivory, sous le titre The City of Your Final Destination.
Le réalisateur Brian Skeet adapte au cinéma le roman Week-end en 2000. Le réalisateur Roberto Faenza fait de même en 2011 avec le roman Un jour cette douleur te servira (Someday This Pain Will Be Useful to You), paru en 2007, avec le film Someday This Pain Will Be Useful to You (Un giorno questo dolore ti sarà utile). Un film d'après le roman Andorra est prévu en 2019.
De 1990 à 1998, Peter Cameron travaille pour Lambda Legal Defense and Education Fund, une association qui protège et milite pour les droits des gay, des lesbiennes et des personnes séropositives. Peter Cameron se reconnaît lui-même comme homosexuel. 
Il reçoit une bourse Guggenheim en 2003.
Il a enseigné l'écriture dans plusieurs universités, dont Yale en 2005. Il se dit influencé par les romans d'auteurs britanniques comme Rose Macaulay, Barbara Pym, Penelope Mortimer et la romancière Elizabeth Taylor.

## Œuvre

### Romans
- Leap Year (1988) Publié en français sous le titre Année bissextile, traduit par Suzanne V. Mayoux, Paris, Payot & Rivages, coll. « de littérature étrangère », 1998  (ISBN 2-7436-0361-5) ; réédition, Paris, Payot & Rivages, coll. « Rivages poche. Bibliothèque étrangère » no 303, 2000  (ISBN 2-7436-0622-3)
- The Weekend (1995) Publié en français sous le titre Week-end, traduit par Suzanne V. Mayoux, Paris, Payot & Rivages, coll. « de littérature étrangère », 1995  (ISBN 2-86930-967-8) ; réédition, Paris, Payot & Rivages, coll. « Rivages poche. Bibliothèque étrangère » no 245, 1998  (ISBN 2-7436-0351-8)
- Andorra (1997) Publié en français sous le titre Andorra, traduit par Suzanne V. Mayoux, Paris, Payot & Rivages, coll. « de littérature étrangère », 2000  (ISBN 2-7436-0658-4) ; réédition, Paris, Payot & Rivages, coll. « Rivages poche. Bibliothèque étrangère » no 433, 2003  (ISBN 2-7436-1124-3)
- The City of Your Final Destination (2002) Publié en français sous le titre Là-bas, traduit par Suzanne V. Mayoux, Paris, Payot & Rivages, coll. « de littérature étrangère », 2003  (ISBN 2-7436-1161-8) ; réédition, Paris, Payot & Rivages, coll. « Rivages poche. Bibliothèque étrangère » no 498, 2005  (ISBN 2-7436-1403-X)
- Someday This Pain Will Be Useful to You (2007) Publié en français sous le titre Un jour cette douleur te servira, traduit par Suzanne V. Mayoux, Paris, Payot & Rivages, coll. « de littérature étrangère », 2008  (ISBN 978-2-7436-1819-3) ; réédition, Paris, Payot & Rivages, coll. « Rivages poche. Bibliothèque étrangère » no 671, 2010  (ISBN 978-2-7436-2078-3)
- Coral Glynn (2012) Publié en français sous le titre Coral Glynn, traduit par Bruno Boudard, Paris, Payot & Rivages, 2012  (ISBN 978-2-7436-2405-7)
- What Happens at Night (2020) Publié en français sous le titre Ce qui arrive la nuit, traduit par Catherine Richard, Paris, Christian Bourgois Editeur, 2022  (ISBN 9782267045185)

### Recueils de nouvelles
- One Way or Another (1986)
- Far-flung (1999)
- The Half You Don't Know: Selected Stories (1983-2005) Publié en français sous le titre Au beau milieu des choses, traduit par Anne Wicke, Paris, Payot & Rivages, coll. « de littérature étrangère », 2006  (ISBN 2-7436-1509-5) ; réédition, Paris, Payot & Rivages, coll. « Rivages poche. Bibliothèque étrangère » no 637, 2009  (ISBN 978-2-7436-1908-4)

## Adaptations cinématographiques
- 1999 : The Week-end, film américain réalisé par Brian Skeet, adaptation du roman éponyme, avec Gena Rowlands, Deborah Kara Unger et Brooke Shields
- 2009 : The City of Your Final Destination, film américain réalisé par James Ivory, adaptation du roman éponyme par Ruth Prawer Jhabvala, avec Anthony Hopkins, Laura Linney, Charlotte Gainsbourg et Omar Metwally
- 2011 : Someday This Pain Will Be Useful to You (Un giorno questo dolore ti sarà utile), film italo-américain réalisé par Roberto Faenza, adaptation du roman Un jour cette douleur te servira, avec Toby Regbo, Marcia Gay Harden et Peter Gallagher